# 832

## Nașteri
- dată necunoscută: Carol al III-lea, împărat carolingian  (d. 888)

## Decese
- Sico I de Benevento, principe longobard de Benevento (n.c. 758)

- Ștefan al III-lea, duce de Neapole (n. ?)